# Соснова олія

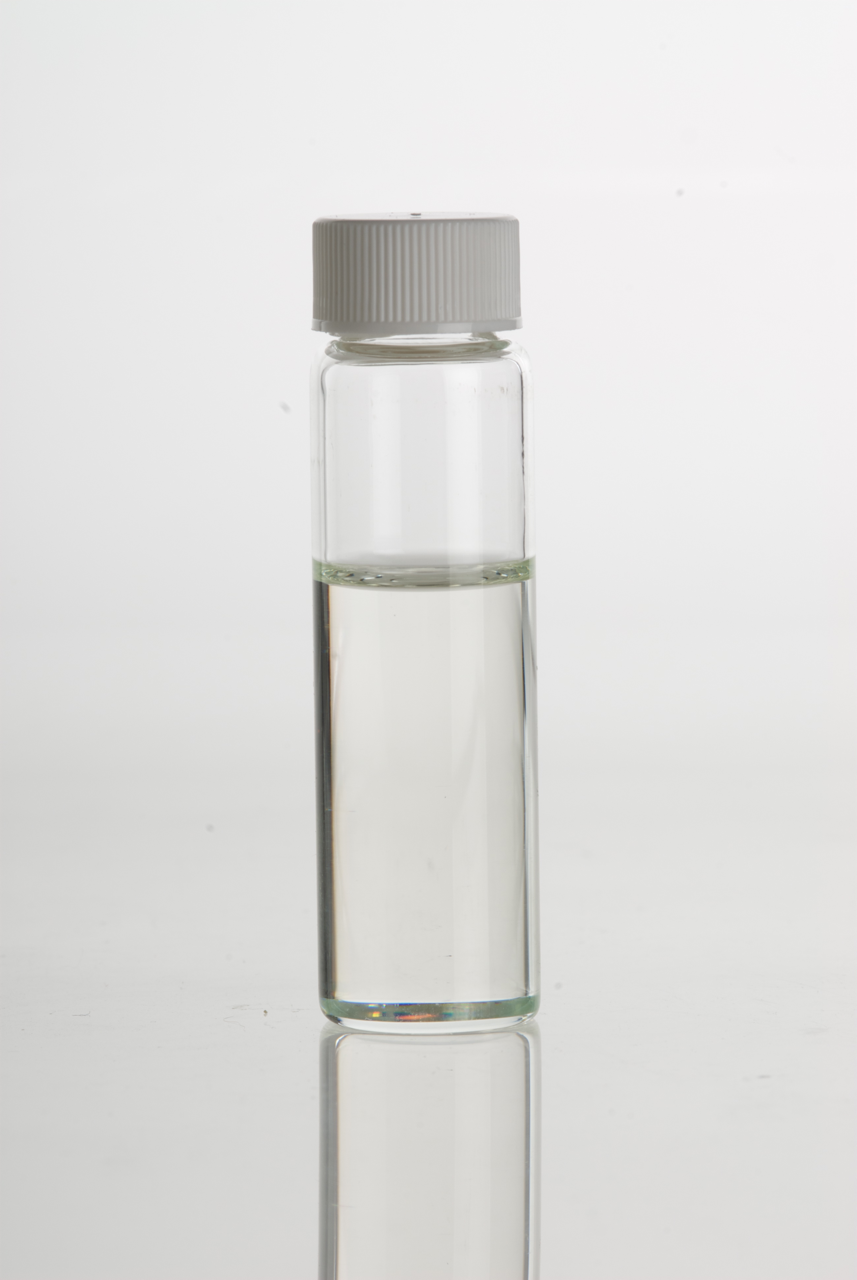
Соснова олія

Соснова олія — суміш ароматичних спиртів терпенового ряду з ароматичними вуглеводнями, що виділяється при перегонці скипидару-сирцю. Основним діючим компонентом є ароматичний спирт — терпінеол.

## Склад
До складу соснової олії входять різні похідні вуглеводнів, терпенів, загальний склад молекул яких С10Н16. Основним скелетом розташування атомів вуглецю в молекулах окремих терпенів є група, що складається з метилу СН3, ізопропілу (СН3)2СН і шестичленного кільця, як у бензолу.
Залежно від сорту А, Б або В вміст терпінеолу у сосновій олії становить 60, 50 або 40%. Застосовується безпосередньо або у виді емульсій.

## Властивості
Рідина блідо-жовтого чи блідо-зеленого кольору з запахом хвої. Розчинна в етанолі (1:5 — в 90%-м), нерозчинна у воді.
| tкип, °С  | {\displaystyle ~{\mbox{d}}_{20}^{20}} |
| --------- | ------------------------------------- |
| 200 — 220 | 0,880 ÷ 0,920                         |

## Отримання
Соснову олію одержують при фракційній перегонці екстракційного скипидару-сирцю. Також існує спосіб отримання соснової олії окисненням скипидару сухої перегонки повітрям. Скипидар-сирець сухої перегонки обробляють каустичною содою і піддають фракційній перегонці.